# Gustav René Hocke
Gustav René Hocke (* 1. března 1908 Brusel, † 14. července 1985 Genzano di Roma) byl německý žurnalista, historik literatury a kultury, který se proslavil především svým originálním pojetím manýrismu.

## Dílo
- Gustav René Hocke, Svět jako labyrint. Manýrismus v literatuře, Praha: Triáda - H&H 2001, ISBN 80-86138-21-6.